# Kryštof Bartoš
Kryštof Bartoš (* 15. února 1992) je český divadelní a filmový herec.

## Životopis
Po absolvování osmiletého gymnázia začal studovat psychologii. Po roce se přestěhoval do Hamburku a posléze do Brém, kde se mimo jiné živil jako dělník v přístavu. Po roce se vrátil do Čech a vystudoval činoherní herectví na Divadelní fakultě Akademie múzických umění v Praze. Od sezóny 2017/2018 je členem souboru Klicperova divadla v Hradci Králové.
V roce 2022 ztvárnil Tomáše Kozáka v kriminálním seriálu Devadesátky, který dějově předchází seriálu Případy 1. oddělení (kde si roli Kozáka zahrál Ondřej Vetchý). 

## Filmografie
| Rok  | Název                 | Role                  | Poznámky                                  |
| ---- | --------------------- | --------------------- | ----------------------------------------- |
| 2017 | Majdiny pózy          | student               | studentský film                           |
| 2018 | Metanol               | Lukáš Malota          | televizní film                            |
| 2018 | Rédl                  | Petr Boček            | televizní seriál, 2 díly                  |
| 2018 | Světlu vstříc         | automobilový závodník | internetový seriál, díl: Návštěva z kraje |
| 2020 | Místo zločinu Ostrava | Dan Nebeský           | televizní seriál, díl: Konec tiskaře      |
| 2020 | Poražení              | ruský voják           | televizní seriál, díl: První trik         |
| 2021 | 1. mise               | zraněný pilot         | televizní seriál, díl: Kdo s koho         |
| 2022 | Devadesátky           | poručík Tomáš Kozák   | televizní seriál, hlavní role             |
| 2022 | Guru                  | Dušan                 | minisérie                                 |
| 2022 | Specialisté           | Evžen Boháč           | televizní seriál, díl: Tatínek            |
| 2023 | Táta v nesnázích      | David                 | televizní seriál                          |
| 2025 | Holka od vedle        | Tomáš                 | celovečerní film                          |

## Divadelní role, výběr
- 2018 Julius Zeyer: Radúz a Mahulena, Radúz, Klicperovo divadlo, režie Tereza Karpianus
- 2018 Lev Nikolajevič Tolstoj: Anna Karenina, Vronskij, Klicperovo divadlo, režie Jan Holec
- 2019 Henrik Ibsen: Nepřítel lidu, zaměstnanec novin, Divadlo Komedie, režie Michal Hába[6]
- 2019 Milan Kundera: Ptákovina, mladík s dlouhými vlasy, Klicperovo divadlo, režie Vladimír Morávek
- 2019 Molière: Lakomec, Kleantes, Klicperovo divadlo, režie Michal Hába
- 2020 Francis Scott Fitzgerald, Rebekka Kricheldorf: Velký Gatsby, Nick Carraway, Klicperovo divadlo, režie Kristýna Jankovcová a Adam Svozil
- 2021 Friedrich Schiller: Úklady a láska, mladý Walter, Klicperovo divadlo, režie Ivan Krejčí
- 2022 Milorad Pavić, Jan Mikulášek, Kateřina Menclerová: Chazarský slovník, Al-Akšání, Divadlo Husa na provázku, režie Jan Mikulášek
- 2022 William Shakespeare: Macbeth, Ross, Činoherní klub, režie Ondřej Sokol